# Eicherax flavescens
Eicherax flavescens là một loài ruồi trong họ Asilidae. Eicherax flavescens được James miêu tả năm 1953. Loài này phân bố ở vùng Tân nhiệt đới.